# 1. Amateurliga Südwest 1956/57
Die 1. Fußball-Amateurliga Südwest 1956/57 war die 5. Saison der drittklassigen 1. Amateurliga im regionalen Männerfußball des südlichen Teils des Landes Rheinland-Pfalz und ein Vorgänger der Fußball-Verbandsliga Südwest. Die 1. Amateurliga Südwest wurde 1952 aus einer Zusammenlegung der Amateurligen Rheinhessen, Westpfalz und Vorderpfalz gebildet und existierte bis zur Saison 1977/78 als dritthöchste Liga. Nach Einführung der Oberliga Südwest 1978 als höchste Amateurspielklasse wurde die Spielklasse in „Verbandsliga Südwest“ umbenannt und war ab diesem Zeitpunkt nur noch viertklassig.

## Abschlusstabelle
Die Meisterschaft gewann der VfR Friesenheim. In der Aufstiegsrunde zur II. Division Südwest nahm Vizemeister Hassia Bingen teil, hatte dort aber keinen Erfolg. Phönix Bellheim, Vorjahresmeister Normannia Pfiffligheim und die SpVgg Ingelheim mussten in die 2. Amateurliga absteigen. Für die nachfolgende Saison 1957/58 kamen aus den 2. Amateurligen als Aufsteiger die beiden Amateurteams vom 1. FC Kaiserslautern und FSV Mainz 05, sowie aus der II. Division Absteiger Ludwigshafener SC.
| Pl. | Verein                     | Sp. | Tore  | Punkte |
| --- | -------------------------- | --- | ----- | ------ |
| 01. | VfR Friesenheim            | 30  | 75:46 | 40:20  |
| 02. | Hassia Bingen (A)          | 30  | 60:44 | 40:20  |
| 03. | FSV Schifferstadt          | 30  | 65:47 | 35:25  |
| 04. | SV Rammelsbach             | 30  | 64:62 | 33:27  |
| 05. | SV Gonsenheim              | 30  | 59:53 | 31:29  |
| 06. | VfL Iggelheim (N)          | 30  | 68:63 | 31:29  |
| 07. | VfL Neustadt               | 30  | 41:48 | 31:29  |
| 08. | VfR Baumholder (N)         | 30  | 57:74 | 31:29  |
| 09. | SV Mundenheim              | 30  | 56:54 | 30:30  |
| 10. | 1. FC Sobernheim           | 30  | 56:51 | 29:31  |
| 11. | Alemannia Worms            | 30  | 46:44 | 29:31  |
| 12. | SG 05 Pirmasens (A)        | 30  | 63:51 | 29:31  |
| 13. | SC West Kaiserslautern     | 30  | 58:64 | 28:32  |
| 14. | Phönix Bellheim            | 30  | 42:53 | 23:37  |
| 15. | Normannia Pfiffligheim (M) | 30  | 50:70 | 22:38  |
| 16. | SpVgg Ingelheim            | 30  | 42:78 | 18:42  |

| (M) | Meister 1955/56                                |
| (A) | Absteiger aus der II. Division Südwest 1955/56 |
| (N) | Aufsteiger aus den 2. Amateurligen 1955/56     |